# María Auxiliadora Balladares
María Auxiliadora Balladares (Guayaquil, 1980) és una escriptora i catedràtica nascuda a Equador.

## Trajectòria literària
Va publicar una sèrie de contes en diferents antologies locals. Amb el relat Pernil serrà guanyà el segon lloc en la dècima Biennal del Conte Pablo Palacio.
El seu primer llibre fou Les vergonyes, publicat el 2013. Són deu contes que van tenir una bona rebuda per l'opinió crítica equatoriana. Hi destaca En el soterrani, que conta la història de dos nens que descobreixen la relació homosexual del seu pare amb l'home a qui havia fet passar durant anys com el seu germà.
El 2017 edità el poemari Animal, inspirat per la seua afinitat amb els animals i el món salvatge. L'obra va obtenir el segon lloc en el seté Festival de la Lira de Cuenca.
El seu poemari Guayaquil guanyà el Premi Pichincha de Poesia 2017. L'obra, publicada el 2019 pel Consell Provincial de Pichincha, conté 22 poemes que presenten les experiències de l'autora durant un viatge a Guayaquil com una bitàcola poètica. L'escriptora i crítica literària Daniela Alcívar Bellolio destacà de l'obra l'exploració de temes com el cos femení, la pèrdua i l'amor lèsbic. I assenyalà el poema «A mi també m'agrada Marosa di Giorgio» com un dels més potents de l'obra.

## Obres
- Les vergonyes (2013), contes
- Tots creats en un obrir i tancar d'ulls (2015), assaig[13][14]
- Animal (2017), poesia
- Guayaquil (2019), poesia
- Cavall i arveja (2021), poesia[15][16]